# グレナダ万歳
グレナダ万歳とは、1974年の独立以来のグレナダの国歌である。イルヴァ・マーリ・バプティストによって作詞され、ルイス・アーノルド・マサントによって作曲された。

## 英語詞
Hail! Grenada, land of ours,
We pledge ourselves to thee,
Heads, hearts and hands in unity
To reach our destiny.
Ever conscious of God,
Being proud of our heritage,
May we with faith and courage
Aspire, build, advance
As one people, one family.
God bless our nation.

## 日本語詞
万歳！グレナダ、我々の土地,
私たちはあなたに誓います,
頭、心と手の統一,
我々の運命に到達する.
これまでに神の意識,
我々の遺産を誇りに思うこと,
我々の信念と勇気を持って
熱望、構築、前進
一つの国民として、一つの家族.
神は我々の国を祝福する.